# Adelsprobe

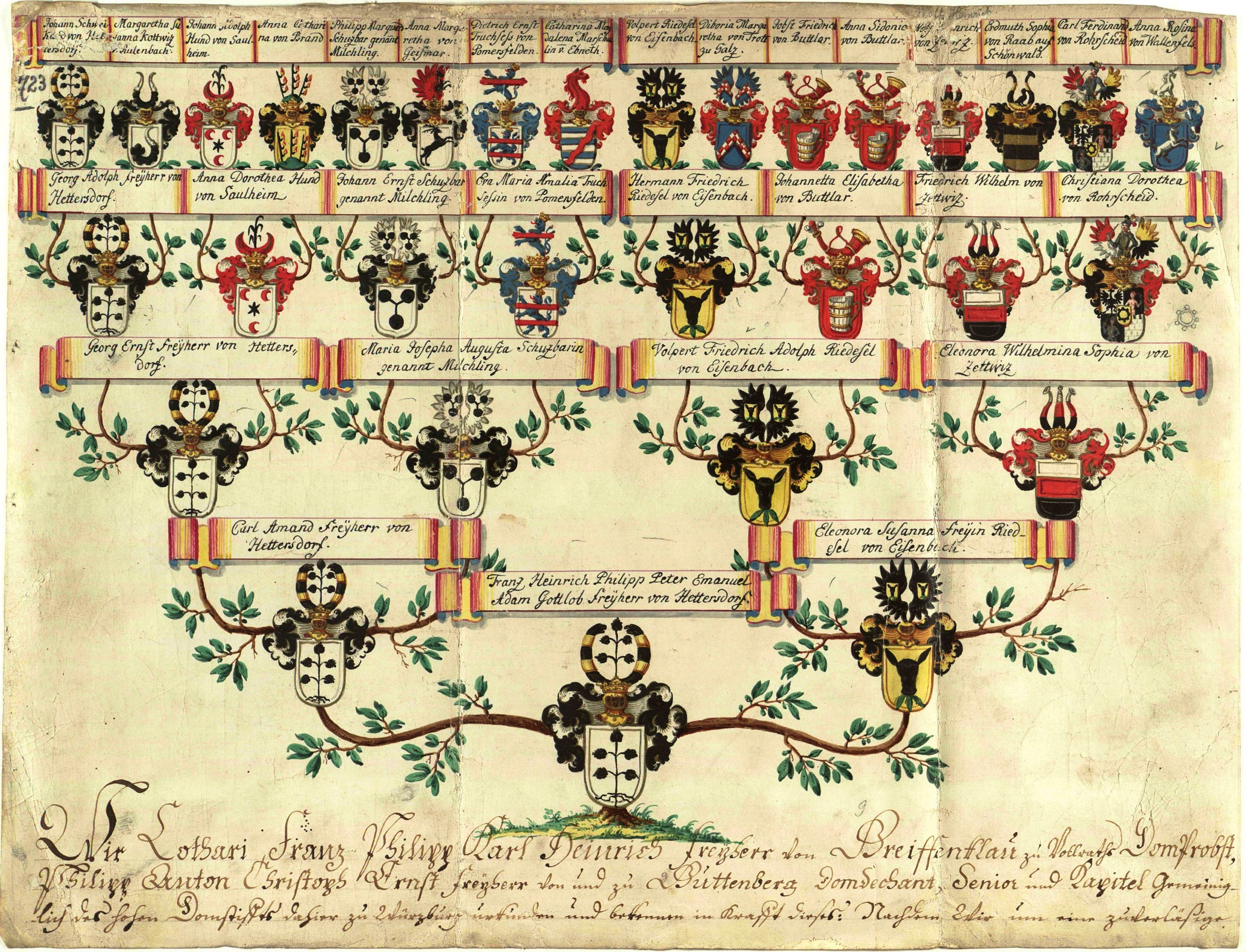
Hochstift Würzburgische Ahnenprobe für einen Probanden aus der Familie von Hettersdorf (1782)

Die Adelsprobe (auch: Ahnenprobe) ist ein urkundlicher Nachweis der adligen Abstammung eines Geschlechts oder einer Person.

## Geschichte
Der erste wesentliche Ahnenbeweis war vom 12. Jahrhundert an die Turnierfähigkeit, die vom Nachweis der Abstammung von vier ritterbürtigen Ahnen und der Legung einer Wappenprobe abhängig gemacht wurde.
Später wurden bestimmte Funktionen nur dem Adel vorbehalten, so die Mitgliedschaften in Ritterorden, Domkapiteln und Stiften (Stiftfähigkeit) sowie in Ordensgemeinschaften, Frauenstiften und das Tragen der Hofwürde (z. B. Kämmererwürde, Hofzutritt). So durften nur „Vierschildrige“, d. h. von vier adligen Großeltern Abstammende der adligen Privilegien einer Stiftung oder eines Ritterordens teilhaftig werden. Der Kandidat musste die Wappenschilde seiner Vorfahren vorweisen, die von den Angehörigen der betreffenden Geschlechter beschworen werden mussten. Bei den Stiften geschah es nicht selten, dass man durch Kapitelbeschlüsse die erforderliche Anzahl adliger Ahnen (von vier Großeltern auf acht Urgroßeltern oder gar sechzehn Ururgroßeltern) erhöhte, um die Aufnahme zu erschweren. Auch die Landtagsfähigkeit in der Klasse der Ritterschaft war von der Adelsprobe abhängig.
Welche Abstammungsvoraussetzungen zu erfüllen waren, ergab sich aus den Regeln der betreffenden Institution. Tendenziell wurden aber – zur Aufrechterhaltung der Exklusivität – die Anforderungen bis hin zur 16-Ahnen-Probe (Nachweis, dass alle Ururgroßeltern adelig geboren waren) immer mehr verschärft. In älteren Zeiten wurde der Nachweis regelmäßig durch die sogenannte „Aufschwörung“ erbracht: In diesem Verfahren bestätigten andere Adlige die Richtigkeit aller Angaben auf der Ahnentafel. Die Angaben bezogen sich auf die eheliche Geburt aller aufgelisteten Vorfahren des Probanden und auf die Adels-Zugehörigkeit der aufgeführten Personen. Mit der Säkularisation und dem Ende des alten Reichs trat der Urkundenbeweis an die Stelle der Adelsprobe.
In der Zeit von 1900 bis 1918 war die Adelsprobe nur für den Malteserorden, den Johanniterorden und für das Kammerherren-Amt erforderlich.

## Heute
In Deutschland ist seit der Abschaffung der Adelsprivilegien 1919 die Ahnenprobe nur noch eine gesellschaftliche Frage, zum Beispiel bei Meinungsverschiedenheiten oder Zweifeln über die Eintragungen im Genealogischen Handbuch des Adels (GHdA) oder das Gothaische Genealogische Handbuch und damit verbunden dem Zugang zu Adelsgesellschaften und -verbänden in Deutschland. Hierfür gilt das historische Adelsrecht als Maßstab. Die „16-Ahnen-Probe“ gehört allerdings nicht mehr dazu; bürgerliche Mütter oder Ehefrauen sind kein Aufnahmehindernis für die Adelsverbände oder den Gotha. Allerdings gilt für die Vereine das Mannesstamm-Prinzip; „ausgeheiratete“ Frauen (die bürgerlich geheiratet haben) sind nicht aufnahmefähig.  
Für die Aufnahme eines Probanden in die adligen Ränge des Malteserordens ist nach wie vor ein Nachweis des Alters und Abstammung der Familie erforderlich. Bei den bürgerlichen Rittern und Damen wird darauf verzichtet. Im Johanniterorden bestehen keine Adelsränge, deshalb findet dort eine Prüfung generell nicht statt.